# Bornholms Cycle Club
Bornholms Cycle Club er en dansk cykelklub med base på Bornholm og klubhus på Bellmansvej i Rønne. Klubben blev grundlagt den 26. september 1957 og er den ældste cykelklub på Bornholm.
Klubben er arrangør af bjergløbet BornFondo, der er blevet kørt siden 2015.